# Collections de zoologie de l'Université Claude Bernard-Lyon 1 (UCBLZ)
 (avril 2024).
La mise en forme du texte ne suit pas les recommandations de Wikipédia : il faut le « wikifier ».
Les points d'amélioration suivants sont les cas les plus fréquents :
- Les titres sont pré-formatés par le logiciel. Ils ne sont ni en capitales, ni en gras.
- Le texte ne doit pas être écrit en capitales (les noms de famille non plus), ni en gras, ni en italique, ni en « petit »…
- Le gras n'est utilisé que pour surligner le titre de l'article dans l'introduction, une seule fois.
- L'italique est rarement utilisé : mots en langue étrangère, titres d'œuvres, noms de bateaux, etc.
- Les citations ne sont pas en italique mais en corps de texte normal. Elles sont entourées par des guillemets français : « et ».
- Les listes à puces sont à éviter, des paragraphes rédigés étant largement préférés. Les tableaux sont à réserver à la présentation de données structurées (résultats, etc.).
- Les appels de note de bas de page (petits chiffres en exposant, introduits par l'outil «  Source ») sont à placer entre la fin de phrase et le point final[comme ça].
- Les liens internes (vers d'autres articles de Wikipédia) sont à choisir avec parcimonie. Créez des liens vers des articles approfondissant le sujet. Les termes génériques sans rapport avec le sujet sont à éviter, ainsi que les répétitions de liens vers un même terme.
- Les liens externes sont à placer uniquement dans une section « Liens externes », à la fin de l'article. Ces liens sont à choisir avec parcimonie suivant les règles définies. Si un lien sert de source à l'article, son insertion dans le texte est à faire par les notes de bas de page.
- La présentation des références doit suivre les conventions bibliographiques. Il est recommandé d'utiliser les modèles {{Ouvrage}}, {{Chapitre}}, {{Article}}, {{Lien web}} et/ou {{Bibliographie}}. Le mode d'édition visuel peut mettre en forme automatiquement les références.
- Insérer une infobox (cadre d'informations à droite) n'est pas obligatoire pour parachever la mise en page.

Pour une aide détaillée, merci de consulter Aide:Wikification.
Si vous pensez que ces points ont été résolus, vous pouvez retirer ce bandeau et améliorer la mise en forme d'un autre article.

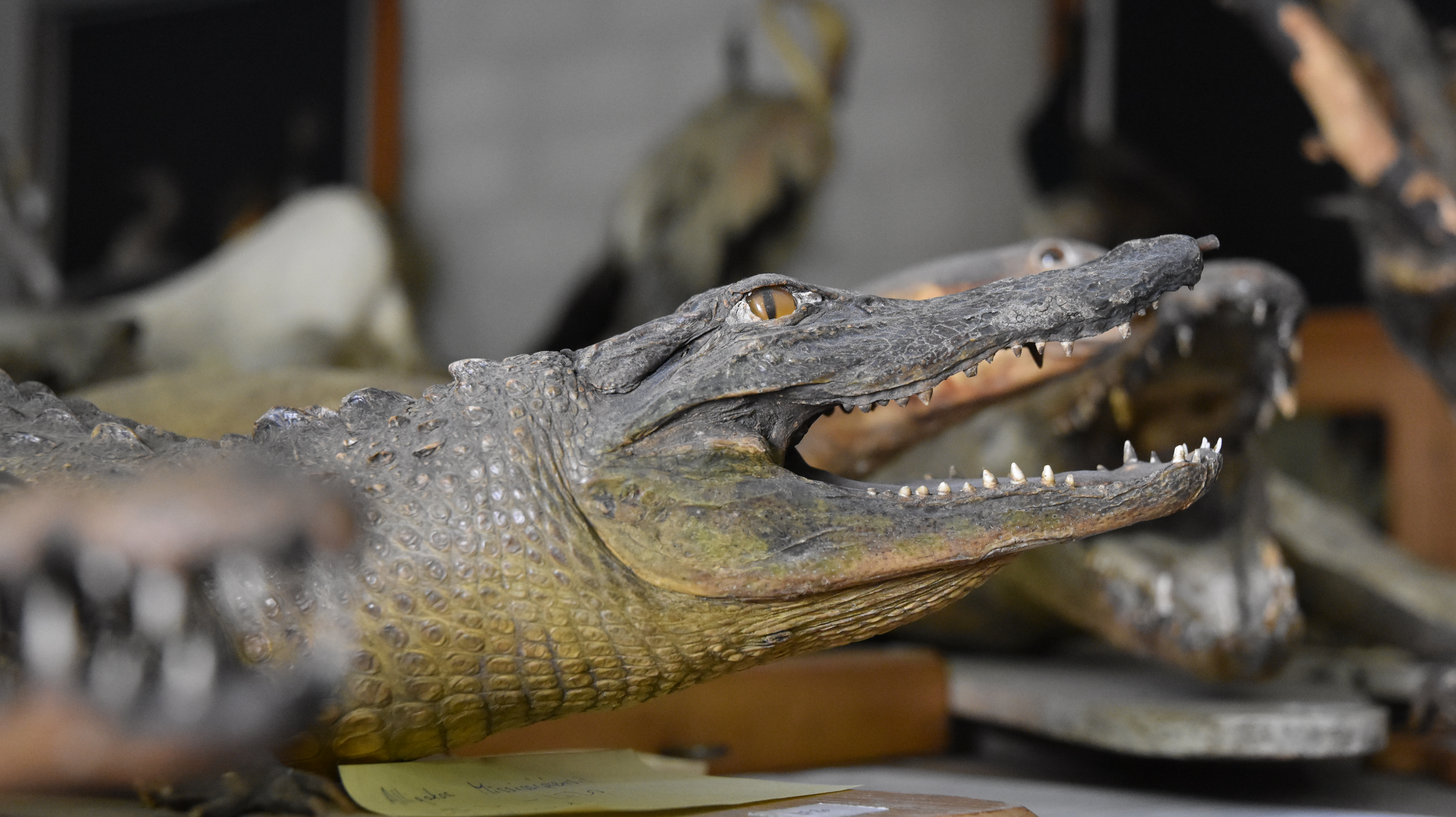
Spécimen naturalisé, collections de zoologie de l'Université Lyon 1 (UCBLZ).

Les collections de zoologie de l'Université Claude-Bernard-Lyon-I sont un patrimoine universitaire à vocation scientifique et pédagogique qui rassemble plusieurs centaines de milliers de spécimens.
Les différents spécimens, soigneusement conservés et catalogués, couvrent une vaste gamme de taxons, allant des invertébrés marins aux vertébrés terrestres. Ses collections sont accessibles aux étudiants, chercheurs et amateurs éclairés qui ont la possibilité d'étudier de près la morphologie, la physiologie et le comportement des animaux, ainsi que leur répartition géographique.
Elles servent également ponctuellement pour des actions de vulgarisation scientifique notamment via des expositions physiques ou virtuelles, et sont sources d’inspiration pour des artistes en tous genres.

## Missions

### Aide à la recherche
L'archivage et la conservation de spécimens actuels et fossiles (in toto, tissus, acides nucléiques, etc.) jouent le rôle d'une banque de données au service de la recherche.

### Diffusion des savoirs
Une collection générale, comprenant de quoi illustrer la quasi totalité du règne animal, des invertébrés Diploblastiques aux vertébrés Mammifères, est utilisée à des fins pédagogiques et de vulgarisation.

## Historique
L'origine de ces collections date de la fin du XIXe siècle. Elles se sont enrichies au cours des XIXe, XXe et XXIe siècles par divers legs (tels que les collections d'insectes de Louis Falcoz en 1938 et de mollusques d’Aimé Rebours vers les années 1930), donations (comme les collections d'oiseaux données par l’École Normale de Cluny au siècle dernier, divers invertébrés de l'Antarctique donnés par J. Jazdlewski en 1970), des collections des membres du laboratoire (collections René Koehler 1930, Edmond Sollaud en 1960), des collections contemporaines constituées par des membres du laboratoire et enfin par l'achat régulier de matériel pédagogique.

## Recherche et enseignement
Les collections de zoologie de l’Université sont utilisées par les professeurs dans le cadre de leurs enseignements ; elles servent de supports de cours pour des étudiants en licence lors de travaux pratiques sur l’évolution des crânes et des squelettes ou sur la morphologie et l’évolution des oiseaux. Elles sont également mises en avant lors de séances sur la découverte des échinodermes.
Les collections UCBLZ sont accessibles aux étudiants en master, aux doctorants ainsi qu'aux chercheurs nationaux et internationaux afin de soutenir leurs travaux de recherche. Grâce à la grande diversité de spécimens disponibles, ces collections facilitent la réalisation d'études dans des domaines tels que l'anatomie comparée, l'ostéologie, la phylogénie, et plus généralement sur l'évolution du vivant.
Les spécimens « type » des collections de zoologie (spécimens sélectionnés pour servir de point de référence lorsqu'une espèce est nommée pour la première fois), intéressent particulièrement les chercheurs en taxonomie et systématique. Les spécimens peuvent être étudiés sur place ou envoyés en prêt.

## Collections

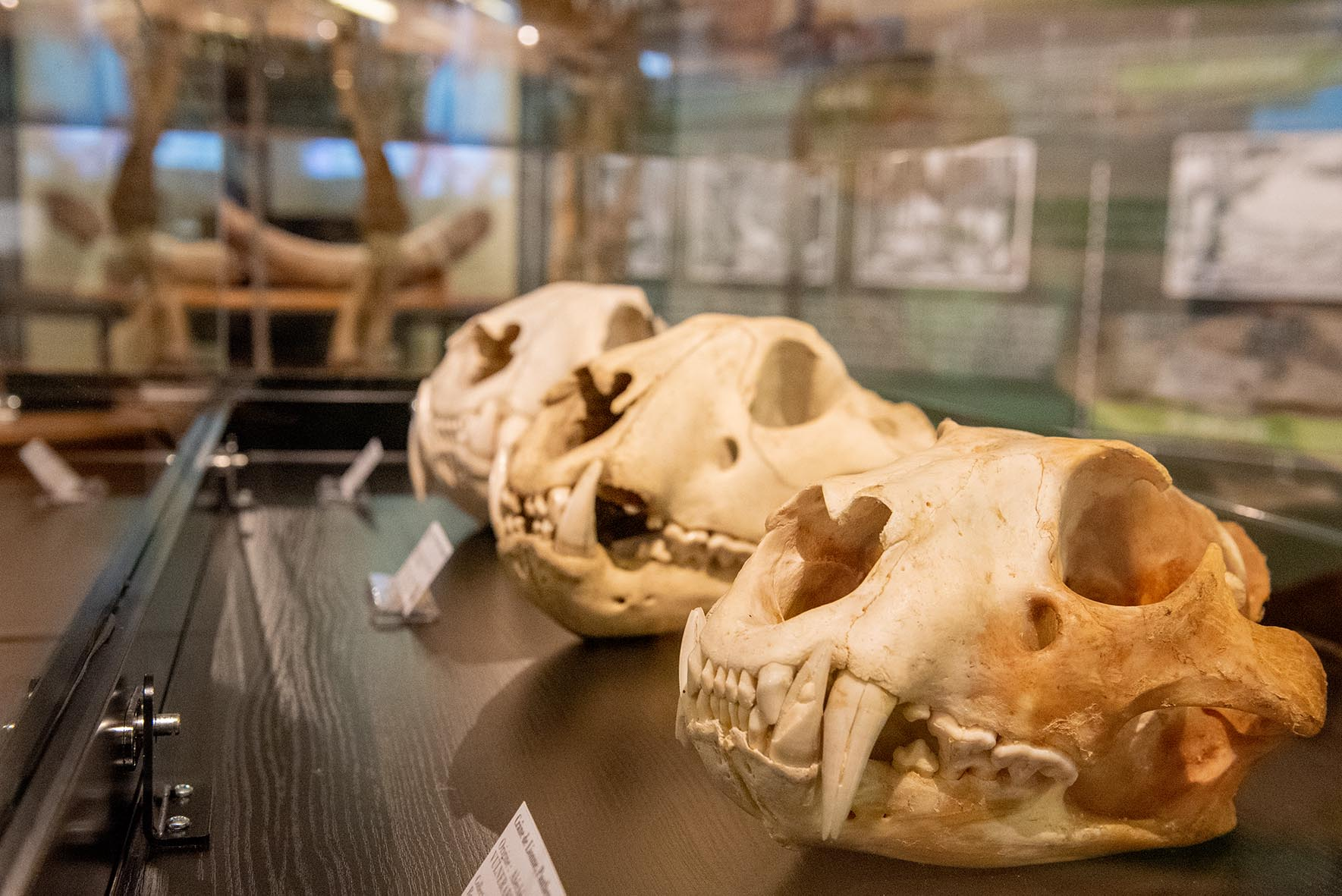
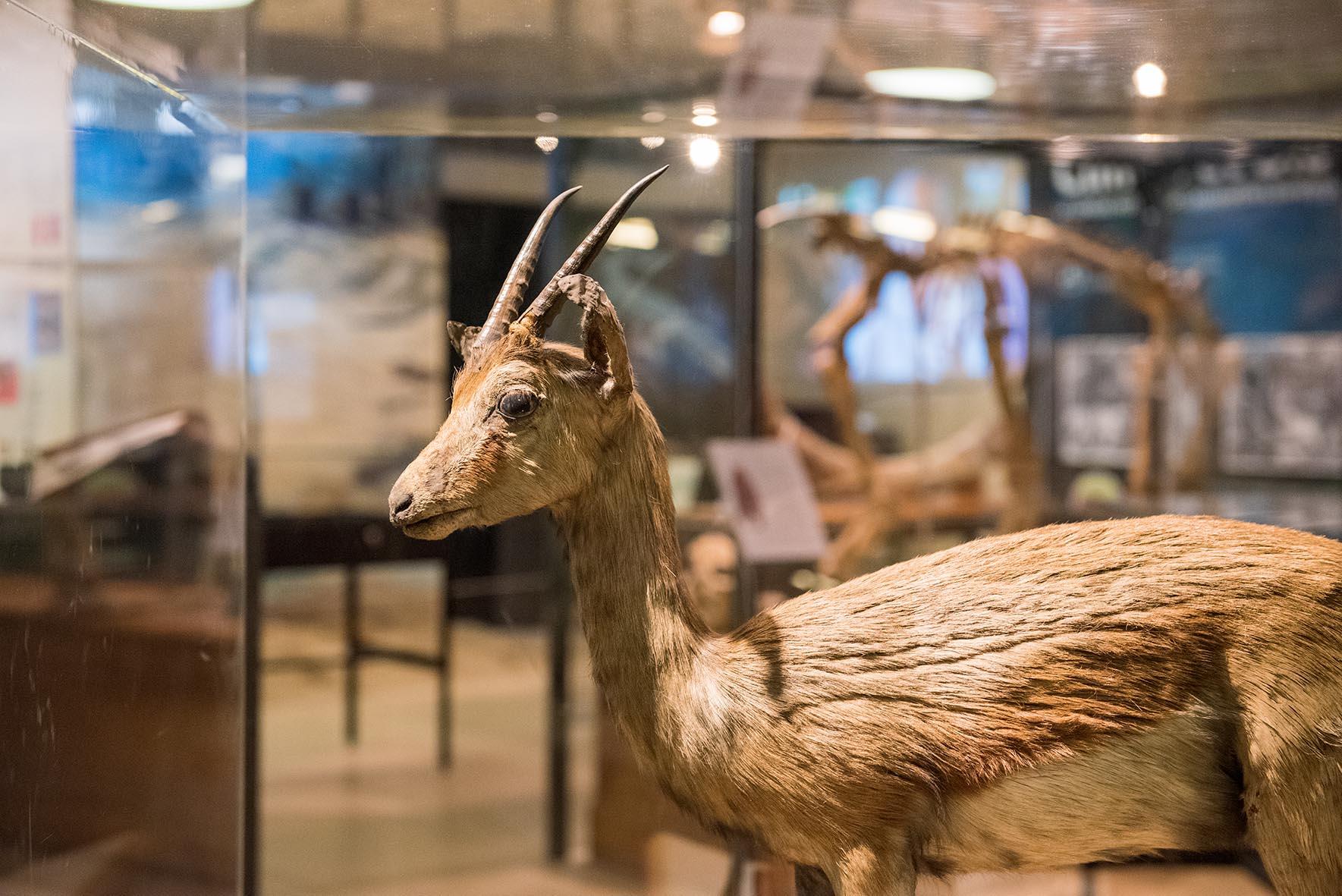

### Collection de la campagne océanographique du Caudan

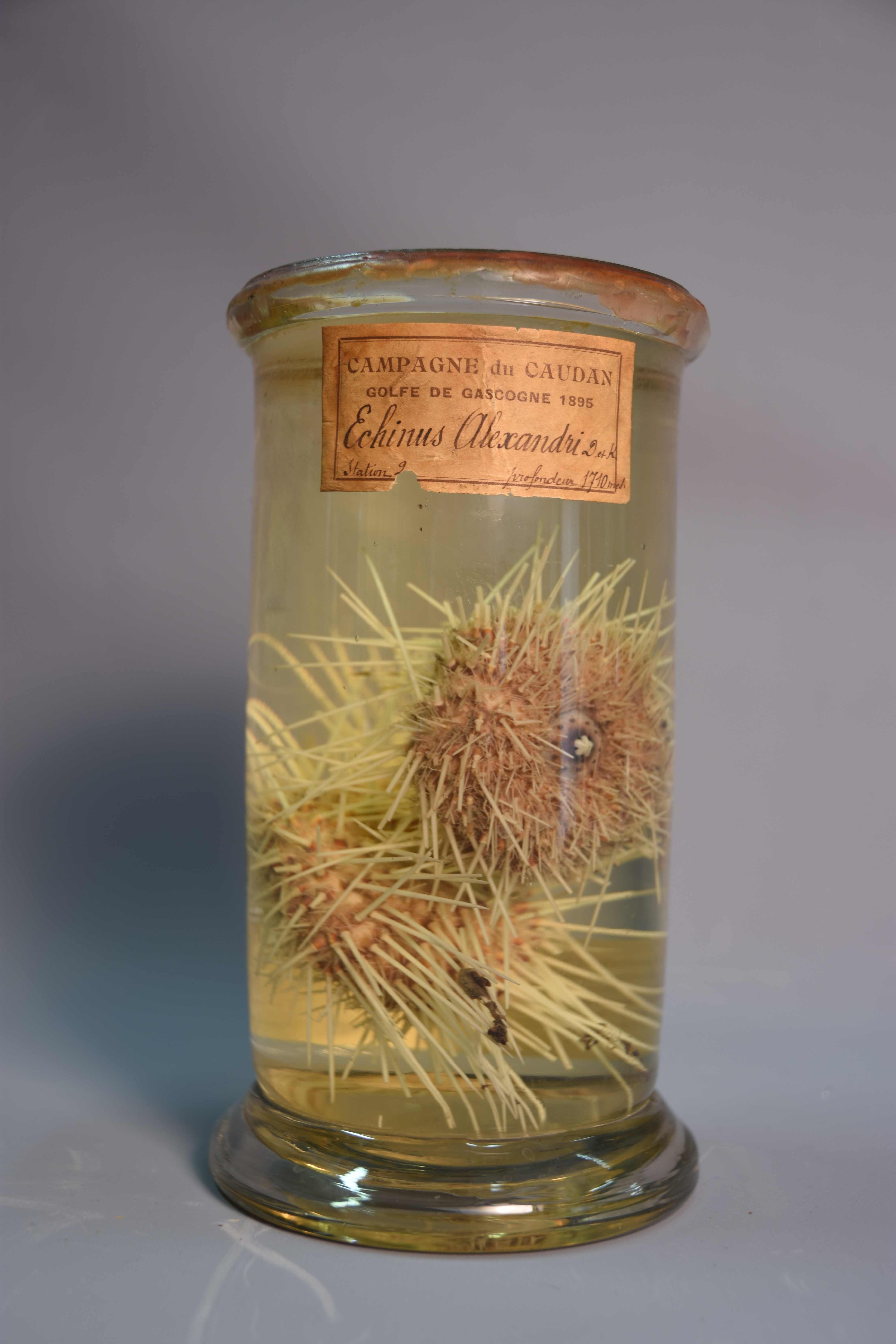
Spécimen en fluide des collections de zoologie de l'université Lyon 1 (UCBLZ). Campagne du Caudan.

La campagne océanographique du Caudan dans le golfe de Gascogne s'est déroulée du 15 août au 2 septembre 1895, à l'initiative du professeur René Koehler, sur l'aviso-remorqueur le Caudan de la Marine Nationale. Il s'agissait de l'une des premières campagnes océanographiques françaises dont l'objectif était de capturer des animaux de grandes profondeurs. Cette campagne, par dragage (jusqu'à 2 200 m), a permis de récolter 522 espèces animales dont 94 nouvelles pour la science. Il reste actuellement 256 taxons en collection dont 35 espèces types (23 crustacés, huit échinodermes, deux poissons, deux spongiaires et un ectoprocte).

### Collection d'Échinodermes René Koehler
René Koehler (1860-1931), professeur de Zoologie à la faculté des Sciences de Lyon de 1894 à 1930, a été un éminent spécialiste des Echinodermes. À partir de 1895 il fut l'un des collaborateurs permanent du prince Albert 1er de Monaco afin d'étudier les récoltes faites lors des expéditions des navires océanographiques : "Hirondelle", "Princesse Alice", "Investigator"… Il identifia et décrivit les spécimens recueillis par les campagnes océanographiques françaises ou étrangères en particulier celles de Jean Charcot sur le "Français" et le "Pourquoi Pas ?".
La collection d'échinodermes de René Koehler renferme un vaste ensemble d'Échinides, d'Astérides, d'Ophiurides, d'Holothurides et de Crinoïdes, conservés dans l'alcool ou le formol, répartis dans 830 flacons, ainsi que des illustrations en noir et blanc ou en couleur.
La bibliothèque de Koehler sur les échinodermes est constituée de 273 ouvrages et de revues anciennes de biologie marine.

### Collection entomologique Louis Falcoz
Louis Falcoz (en) (1870-1938), pharmacien à Vienne (Isère), était un entomologiste amateur qui entretenait des relations privilégiées avec l'Université Lyonnaise et la Société Linnéenne de Lyon, et qui a soutenu avec succès, en 1914, une thèse à la faculté des Sciences de Lyon. Il composa une collection de Coléoptères français et réalisa un travail très particulier sur les insectes des terriers et nids. Il publia d'autre part la faune de France des Diptères Pupipares, "mouches" ectoparasites, des oiseaux et mammifères.

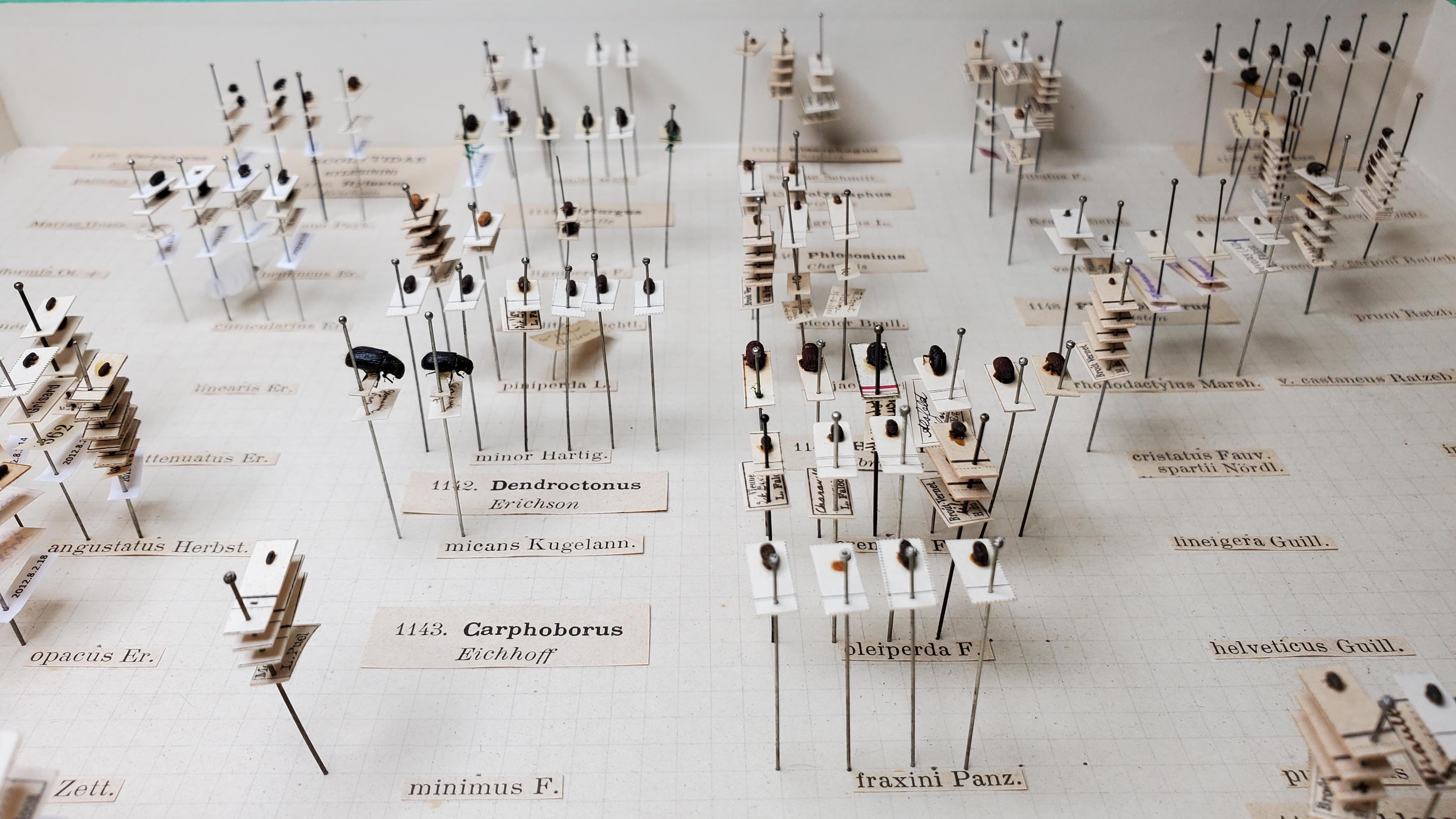
Boite d'insectes de la collection Louis Falcoz (UCBLZ).

La collection, léguée en 1938, comprend 250 cartons de Coléoptères paléarctiques occidentaux représentant plusieurs milliers de spécimens avec de nombreux types dont certains ont été récemment désignés.
La bibliothèque entomologique Falcoz est constituée d'une part d'ouvrages intégrés à la bibliothèque de Zoologie et d'autre part des revues des XIXe et XXe siècles.

### Collection de coquillages Aimé Rebours

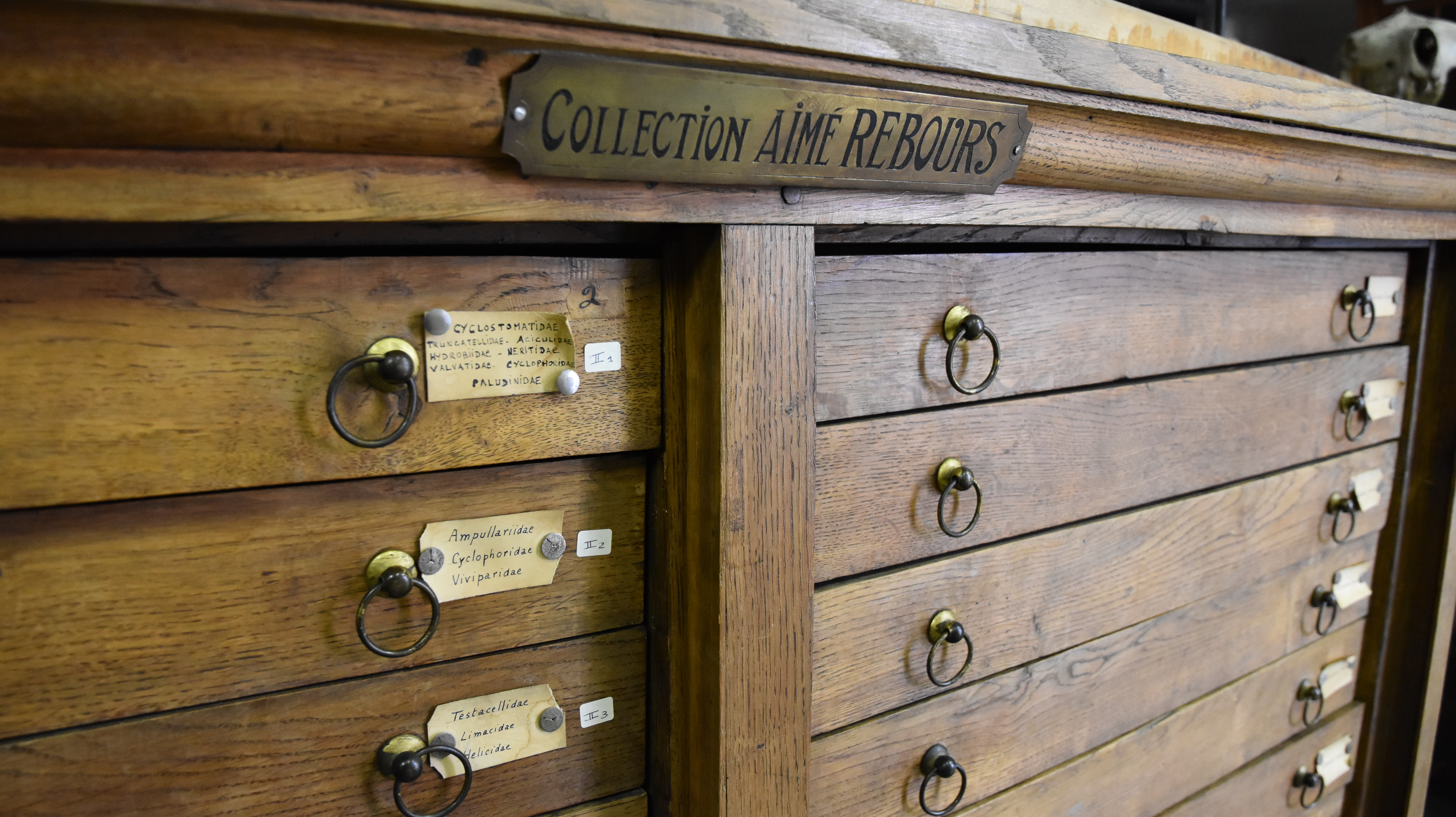
Mobilier de la collection Aimé Rebours (UCBLZ).

La collection de coquillages d'Aimé Rebours (1871-1948) est constituée de coquilles de Mollusques du monde entier. Elle est répartie dans trois armoires spécialement équipées d'un ensemble de 56 tiroirs, ce qui représente une surface totale d'exposition de 16 m2.

### Collection générale
La collection dite « générale », comprend de quoi illustrer la quasi-totalité du règne animal, des invertébrés Diploblastiques aux vertébrés Mammifères ; elle est utilisée essentiellement à des fins pédagogiques.

### Autres collections
Plusieurs transferts de collections ont eu lieu récemment :
- la collection de l’Institut Michel Pacha à Tamaris, contenant notamment une collection de coquilles de Porquerolles de l’abbé Ollivier ;
- la collection pédagogique de l’ESPE de Bourg-en-Bresse ;
- la collection de Jean Poulard, précédemment localisée à la faculté d’Odontologie.

D’autres collections d’intérêt sont en cours d’étude, de restauration/réorganisation et certaines ont pour vocation d’être par la suite diffusées sur Recolnat, GBIF. Parmi elles, nous pouvons citer : une collection de Niphargus de R. Ginet, une collection de coquilles de bivalves d’Arnould Locard contenant des spécimens types, une collection de mollusques de Monique Coulet, les collections Bournaud, Fontaine, Roux, Richoux, une collection de planches pédagogiques, des modèles clastiques du Dr Auzoux, …